# Sidney Blackmer

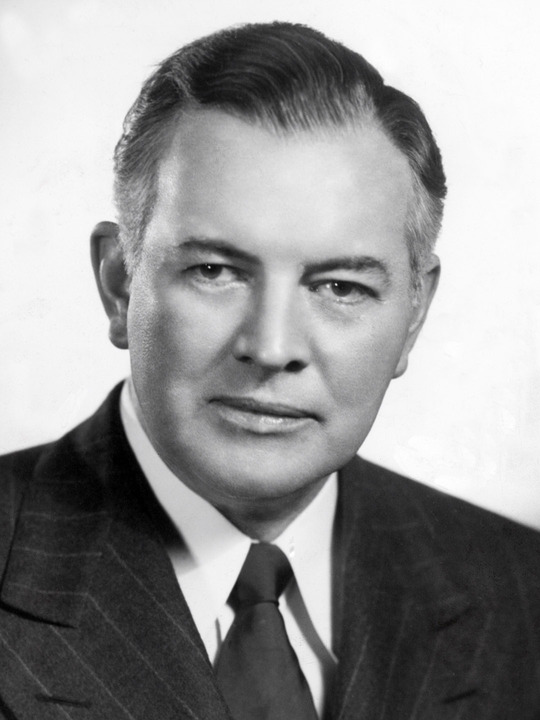
Sidney Blackmer.

Sidney Blackmer, född 13 juli 1895 i Salisbury i North Carolina, död 6 oktober 1973 i New York, var en amerikansk skådespelare.

## Filmografi i urval
- 1934 – Greven av Monte Cristo
- 1939 – Jag svär vid mina ögon
- 1940 – Jag hatar dig, älskling!
- 1941 – Det evigt kvinnliga
- 1941 – Kärlekstokig
- 1946 – Duell i solen
- 1951 – Vad ska folk säja?
- 1956 – Falskt alibi
- 1957 – Tammy
- 1965 – Hur man mördar sin fru
- 1968 – Rosemarys baby